# أوليفييه دوسوبت
أوليفييه دوسوبت (مواليد 16 أغسطس 1978) هو سياسي فرنسي يشغل منصب وزير العمل، التوظيف والاندماج في حكومة إليزابيث بورن منذ 2022.